# Gotskalk Bengtsson (Ulv)
Gotskalk Bengtsson (Ulv), född på 1300-talet, död efter 23 april 1453, var en svensk riddare, häradshövding och riksråd.

## Biografi
Gotskalk Bengtsson (Ulv) var son till riddaren och riksrådet Bengt Filipsson (Ulv) och Magnusdotter (Sparre av Aspnäs). Han nämns första gången 1380 och tillhörde 1398 kung Eriks unionsråd. Gotskalk Bengtsson var från 1398 till 1427 häradshövding i Våla härad och blev mellan 30 november 1404 och 11 augusti 1407 riddare, troligen hösten 1406 vid drottning Filippas kröning i Lund. Han var från 1413 till 1441 riksråd. Gotskalk Bengtsson levde fortfarande 1453.

### Egendom
Gotskalk Bengtsson hade Aspnäs gård i Östervåla socken som sätesgård och fick 1413 Harbo socken i förläning. Han ägde jord i Bro härad, Långhundra härad, Olands härad, Seminghundra härad, Sollentuna härad, Vallentuna härad, Våla härad, och Örbyhus härad, samt i Uppsala i Uppland, i Hölebo härad, Oppunda härad, Selebo härad, Sotholms härad, Svartlösa härad och Åkers härad i Södermanland i Askers härad och Glanshammars härad, samt Örebro i Närke, i Aska härad och Kinda härad i Östergötland i Norra Möre härad, Södra Vedbo härad, Tjusts härad och Vista härad i Småland, i Gräsgårds härad på Öland, i Västergötland och Norge.

### Familj
Gotskalk Bengtsson gifte sig 1392 på Örby i Vendels socken med Ingeborg Johansdotter (Moltke), dotter till riddaren Johan Moltke och Katarina Glysingsdotter. De fick tillsammans barnen riksrådet och häradshövdingen Bengt Gotskalksson (Ulv) i Kinda härad och Magnus Gotskalksson (Ulv).